# Генріх Ремлінгер
Генріх ГоттлобРемлінгер (нім. Heinrich Gottlob Remlinger; 19 березня 1882, Людвігсбург, Німецька імперія — 5 січня 1946, Ленінград, РРФСР) — німецький військовий офіцер, генерал-майор Вермахту, страчений за військові злочини в Радянському Союзі.

## Біографія
Ремлінгер був одним із небагатьох генералів Вермахту, чий батько належав до робітничого класу. У 1902 році вступив до полку уланів, у складі якого старшиною воював у Першій світовій війні. У 1916 році отримав офіцерське звання. Потім він служив у кавалерійських полках, спочатку у Вюртемберзі, а потім у Нойштеттіні.
У Першій світовій війні брав участь з 1914 по 1918 роки, був багаторазово поранений. Воював у битві при Соммі, в боях при Аргонах . Після демобілізації армії залишений в рейхсвері.
15 квітня 1936 року він став комендантом військової в'язниці Торгау, а 10 листопада 1938 року — комендантом тієї ж в'язниці, яка перейшла під безпосереднє управління вермахту. 
Як начальник в'язниці, він вважався переконаним націонал-соціалістом і особливо жорстоким і садистським у своїй поведінці по відношенню до в'язнів.
1 лютого 1943 р. був зарахований в резерв і вже 15 лютого переведений в штат військового коменданта у Франції. У травні 1943 року став польовим командиром, 21 вересня 1943 року був комендантом Пскова, 1944 року — комендантом в Будапешті. Там він був комендантом фортеці під час битви за Будапешт. 12 лютого 1945 року потрапив у радянський полон.
У грудні 1945 року проти нього як військовослужбовця найвищого рангу разом з десятьма іншими офіцерами розпочали показовий Ленінградський судовий процес. 4 січня 1945 року його засудили до страти через повішення. Через день його стратили. Прокуратура також звинуватила офіцерів у причетності до Катинського розстрілу 1940 року, в якому Сталін хотів звинуватити німецький вермахт, але у 1940 році Ремлінгер взагалі не був у цій місцевості. Смертний вирок не стосувався конкретно Катині, а загалом військових злочинів проти населення, але матеріали з Катинського розстрілу були використані під час судового засідання.

## Звання
- Дворічний доброволець (2 жовтня 1902)
- Єфрейтор (3 вересня 1904)
- Унтерофіцер (1 січня 1905)
- Сержант (1 березня 1908)
- Вахмістр (15 вересня 1911)
  - Заступник офіцера (4 лютого 1916)
- Лейтенант (1 серпня 191)
- Оберлейтенант (1 січня 1921; патент від 6 червня 1916)
- Ротмістр (1 квітня 1923)
- Майор (1 липня 1933)
- Оберстлейтенант (16 березня 1936)
- Оберст (1 серпня 1938)
- Генерал-майор (1 грудня 1942)

## Нагороди
- Залізний хрест
  - 2-го класу (серпень 1914)
  - 1-го класу (грудень 1918)
- Орден Вюртемберзької корони,  лицарський хрест з мечами
- Нагрудний знак «За поранення» в чорному
- Почесний хрест ветерана війни з мечами
- Медаль «За вислугу років у Вермахті» 4-го, 3-го, 2-го і 1-го класу (25 років)
- Хрест Воєнних заслуг
  - 2-го класу з мечами (2 червня 1941)
  - 1-го класу з мечами (11 грудня 1942)
- Застібка до Залізного хреста 2-го класу (25 вересня 1943)